# Asa Butterfield
Asa Bopp Farr Butterfield (* 1. dubna 1997 Londýn) je britský herec.

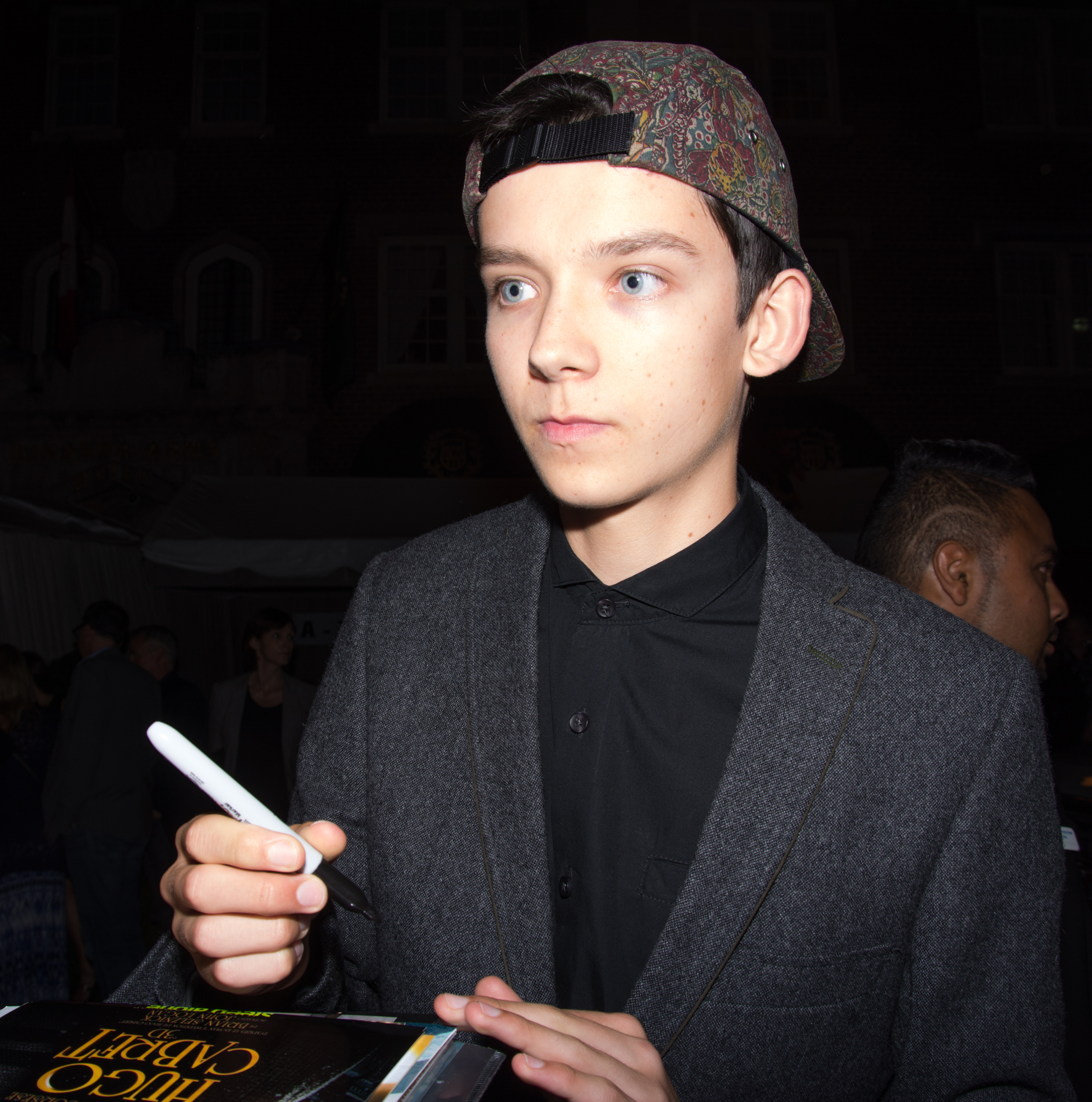
Asa Butterfield v roce 2014

## Kariéra
Svou hereckou kariéru začal v sedmi letech v divadle. Později ztvárnil menší role v televizním dramatu Po Tomášovi (2006) a komediálním filmu Malý Rambo (2007). Proslavil se ztvárněním hlavní postavy Bruna ve filmu Chlapec v pruhovaném pyžamu (2008), za kterou byl nominován na cenu British Independent Film Award. Ve věku 11 let hrál také mladého Mordreda v televizním seriálu BBC Merlin (2008–2009) a Normana ve fantasy filmu Kouzelná chůva a Velký třesk (2010).

## Ocenění
Za svou roli Huga Cabreta v dramatu Martina Scorseseho Hugo a jeho velký objev (2011) sklidil Butterfield velkou chválu od kritiků a cenu Young Hollywood Award za průlomový výkon. Za tutéž roli byl nominován i cenu Empire Award v kategorii nejlepší mužský nový herec. Byl nominován na britskou nezávislou filmovou cenu za nejlepšího herce za ztvárnění Nathana Ellise ve filmu X+Y (2014). Hrál chlapce jménem Jake Portman ve snímku Sirotčinec slečny Peregrinové pro podivné děti (2016) a Gardnera Elliota ve Vesmíru mezi námi (2017). V roce 2019, začal hrát Otise Milburna v seriálu Sexuální výchova od Netflixu.

## Zajímavost
Butterfield se narodil v Islingtonu, v Londýně a je synem Jacqueline Farrové a Sama Butterfielda. Byl pojmenován „Asa Maxwell Thornton Farr Butterfield“, ale nyní používá jméno „Asa Bopp Farr Butterfield“. „Bopp” jako střední jméno po kometě Hale-Bopp, která prošla periheliem v den jeho narození.

## Filmografie

### Film
| Rok           | Název                                          | Role                  |
| ------------- | ---------------------------------------------- | --------------------- |
| 2007          | Malý Rambo                                     | bratr                 |
| 2008          | Chlapec v pruhovaném pyžamu                    | Bruno                 |
| 2010          | Kouzelná chůva a Velký třesk                   | Norman Green          |
| 2010          | Vlkodlak                                       | mladší Ben Talbot     |
| 2011          | Hugo a jeho velký objev                        | Hugo Cabret           |
| 2013          | Enderova hra                                   | Ender Wiggin          |
| 2014          | X+Y                                            | Nathan Ellis          |
| 2015          | Ten Thousand Saints                            | Jude Keffy-Horn       |
| 2016          | Sirotčinec slečny Peregrinové pro podivné děti | Jacob „Jake“ Portman  |
| 2017          | The House of Tomorrow                          | Sebastian Prendergast |
| 2017          | Na konci cesty                                 | Jimmy Raleigh         |
| 2017          | Vesmír mezi námi                               | Gardner Elliot        |
| 2018          | Then Came You                                  | Calvin                |
| 2018          | Time Freak                                     | Stillman              |
| 2018          | Školní nářez                                   | Willoughby Blake      |
| 2019          | Greed                                          | Finn McCreadie        |
| 2020          | Neduživý gurmán                                | Billy Rubin           |
| 2020          | Rozhodnutí nebo život                          | Isaac                 |
| bude oznámeno | All Fun and Games                              |                       |

### Televize
| Rok       | Název                | Role            | Poznámky             |
| --------- | -------------------- | --------------- | -------------------- |
| 2006      | Po Tomášovi          | Andrew          | televizní film       |
| 2008      | Ashes to Ashes       | Donny           | 1 díl                |
| 2008–2009 | Merlin               | Mordred         | 3 díly               |
| 2017      | Thunderbirds Are Go! | Conrad (dabing) | 1 díl                |
| 2019–2023 | Sexuální výchova     | Otis Milburn    | hlavní role, 32 dílů |
| 2020      | 50 States of Fright  | Brandon Boyd    | 3 díly               |